# Поляризация (диелектрици)
Вижте пояснителната страница за други значения на поляризация.
Поляризацията при диелектриците характеризира свойството на материалите да взаимодействат с електрическо поле.
Нека за пример вземем най-простия случай – вещество с атомен строеж. От модела на атома се вижда, че той е електронеутрален, защото еквивалентните центрове на зарядите на атомното ядро и електронния облак около него съвпадат и се неутрализират. Ако се приложи външно електрично поле обаче, ядрото и електронният облак се изместват в противоположни посоки, центровете на зарядите се разделят и атомът става електрически дипол. Електрическият диполен момент представлява вектор, сочещ към положителния полюс на дипола. За оценка на влиянието на електричното поле върху веществото се използва формулата
{\displaystyle {\vec {P}}={\frac {\sum {\vec {p}}}{V}},{\frac {C}{m^{3}}}}
Където P е поляризацията на материала, p е диполният момент на съответната частица, а V е обемът.
Тъй като веществата могат да имат разнообразен строеж, не само атомен, то градивните частици може да притежават диполен момент дори когато липсва външно електрично поле – да са полярни. Пример за вещество със силно полярни частици е водата. Тоест ако поляризацията е 0, не означава, че диполните моменти са нулеви, а че векторният им сбор е 0.

Като термин поляризацията обозначава процес или състояние на материала.
- Като процес се дефинира, като изместването на еластично свързаните електрически заряди в диелектрика и ориентирането на диполите в него.
- Дефиницията за състояние е такова, при което общият електрически момент на макроскопичен обем от диелектрика е различен от нула.

## Видове
Основните видове поляризация са четири, като те се различават по механизма на осъществяване. Те са – електронна, йонна, диполна и структурна. Характерното е, че зависимостта D=f(E) е линейна. В един диелектрик могат да се проявяват повече от един или подобен на основните видове, но поляризацията се проявява при всички диелектрици. Съществува и спонтанна поляризация, която поради големите си различия от гореизброените видове се разглежда отделно.

### Електронна
Електронната поляризация се проявява при всички материали. Атомът, като състоящ се от еднакъв брой положителни и отрицателно заредени частици, равномерно разположени в пространството е електронеутрален. Под влияние на външно електрично поле, обаче, положителното ядро и електронният облак могат да се изместят в противоположни посоки на малко разстояние, като така се разделят еквивалентните центрове на зарядите и се получава електричен дипол. Поради малкото разстояние на изместване (части от радиуса на атома), този вид поляризация е бърз (около 10-15 секунди) и няма загуба на енергия в диелектрика.

### Йонна
Получава се в резултат на противоположното изместване на положителните и отрицателните йони на диелектрици с йонен строеж. Наблюдава се в кристални вещества с плътна опаковка на йоните (равномерно разположени положителни и отрицателни йони в обема на кристалната решетка). Благодарение на равномерното разпределение, изместването на центровете на зарядите е на малки разстояния. Поляризацията е бърза и без загуба на енергия.

### Диполна
Проявява се във вещества изградени от полярни молекули. Когато външното поле е нула, диполите са ориентирани хаотично, така, че общият електрически момент да е 0. Когато се приложи външно поле, диполите се ориентират по посока на силовите линии. Поради сравнително по-големите размери на молекулите и триенето между тях и кинетичната им енергия, времето за поляризация е по-голямо от това за електронна и йонна поляризации и има загуби на енергия, която се изразходва за нагряване на материала.

### Структурна
Характерна е за материалите с многофазен строеж (примерно материал, изграден от много на брой твърди съставки или газ, разтворен в твърда среда), в които съществуват електрически заредени области, които се ориентират спрямо външното електрично поле. Поради преместването на макрообемни частици, тази поляризация е много бавна и със загуби на енергия.

### Други видове
Йонно-релаксационна– поляризация в йонни диелектрици, при които опаковката на йоните не е пълна и изместването е по-голямо. Необходимото време е по-голямо, като има загуби на енергия.
Електронно-релаксационна– среща се в материали с „дефекти“ в структурата – наличие на допълнителни електрони и дупки.
Резонансна– наблюдава се при честоти на електричното поле от светлинния обхват, които съвпадат със собствената механична резонансна честота на частиците.
Всяка от гореспоменатите поляризации протича със загуба на енергия.

### Спонтанна
За разлика от основните видове, зависимостта на електричната индукция от интензитета на полето при спонтанната поляризация е нелинейна. Спонтанната поляризация се проявява в материали наречени сегнетоелектрици. Структурата им е доменна (както при феромагнитите и магнитно поле) и по същата аналогия при тях се получава хистерезисен цикъл на електричната индукция.